# Шестая часть мира
«Шеста́я часть ми́ра» — советский немой фильм 1926 года режиссёра Дзиги Вертова по заказу внешнеторгового предприятия Госторг с целью пропагандирования экспортных возможностей Советского Союза внутри страны и за её пределами. Кино-рекорд своего времени по масштабу и разнообразию мест съёмок, количеству героев, — представителей различных национальных сообществ и классовых принадлежностей, по числу задействованных участников съёмочной группы.
Преодолев рамки формального технического задания, Вертов создал кинематографический образ нового Союза, кинопоэму об СССР. Акцентируя внимание на культурном и экономическом разнообразии, фильм является призывом к объединению для построения социалистического общества.

## Хронология
Графические плакатные интертитры «Вижу», эпизоды, репрезентирующие капиталистическое общество Америки (угнетение и эксплуатация афроамериканского населения). Эпизоды сельскохозяйственного производства, приносящего экспортную выручку (табличка с названием корабля «Гринвич»), чтобы Россия могла покупать машины для производства новых машин (фрезерный станок). Экскурс по национальным окраинам Советского Союза от заполярных широт до южных границ. «Ленин» доставляет новые породы собак на Новую Землю, и их приглашают на борт послушать граммофонную запись самого Владимира Ленина. Эпизод в Бухаре с городским пейзажем с полуразваленной ветхой мечетью, урбанистические ландшафты Ленинграда с мчащимися трамваями.

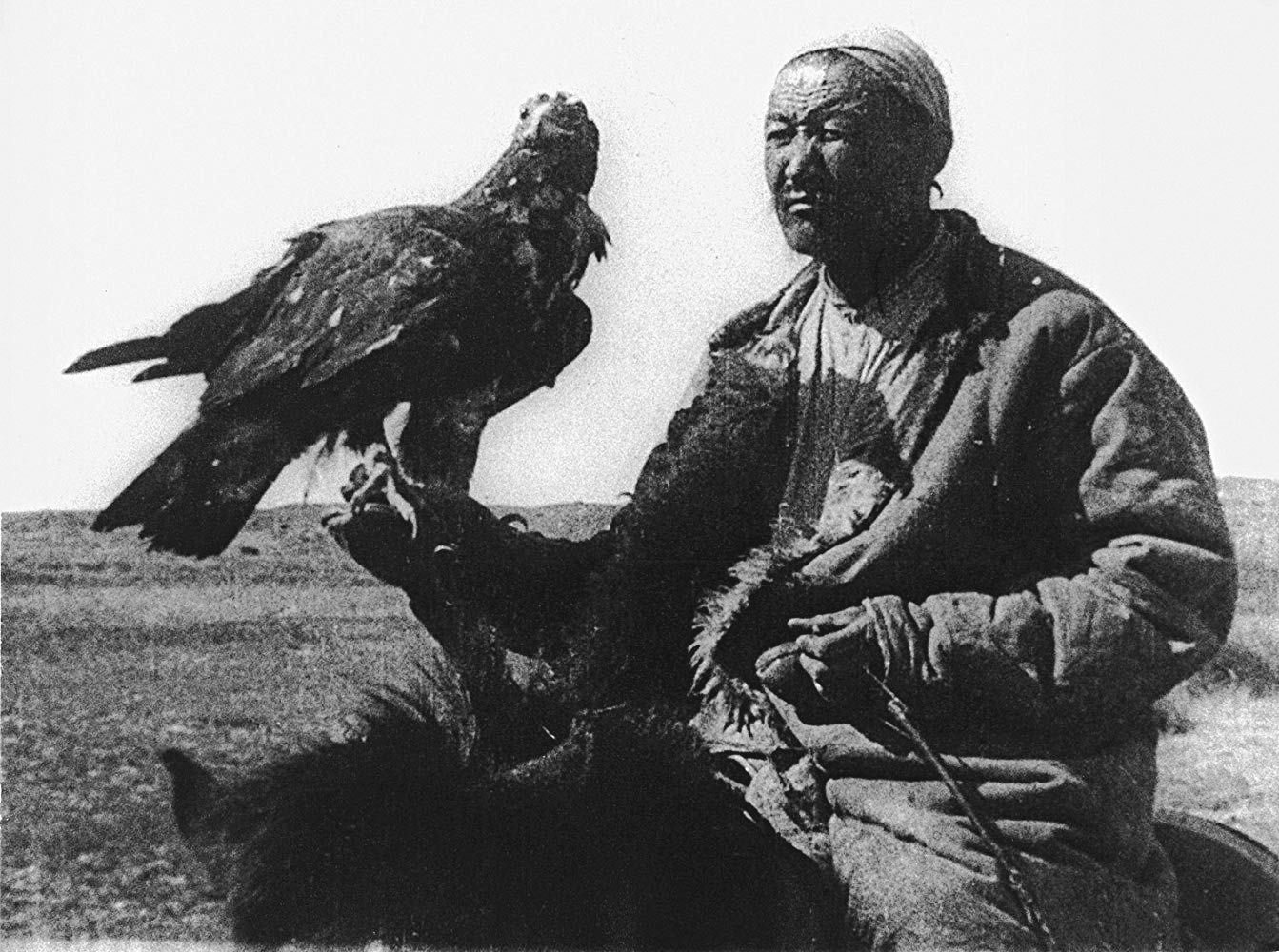
кадр из фильма

Герои в окружающей их среде. Киргиз с восседающим на руке гигантским орлом, медведь в окружении лающих собак, лиса, попавшая в капкан и еще одна любимица ребёнка, кайры, чайки, человек, стреляющий в соболя на вершине сосна, лесная куница, овца, которую тащат в море для стирки, и другие овцы, вынужденные с той же целью прыгнуть в реку. Титры: «Ты — моешь ли ты свою овцу в море / или моешь ли ты своих овец в реке /…».
Звероловы несут меха на фабрику Госторг в обмен на промышленные товары. Каждый вносит свой вклад в народное хозяйство. Транспортировка апельсинов: от сбора урожая, до погрузки на судно. Начавшийся процесс модернизации и индустриализации. Изоляторы электропередач и деревенского электроэнергетического кооператива. С помощью новейшего оборудования для производства икры из резервуаров поднимают осетров. Специальные машины сбивают масло, обмолачивают пшеницу, собирают лён и очищают хлопок. Технический прогресс торжествует.

## История создания
В 1925 году в документальную секцию «Культкино» акционерного общества «Совкино» поступил тематический заказ от Центральной государственной торговой организации (Госторг) на производство фильма, пропагандирующего экспортные возможности Советского Союза. Руководство масштабным кинопроектом поручили Дзиге Вертову, который отправил своих агентов-операторов во все концы СССР — от Ленинграда до Владивостока, от Мурманска до Новороссийска, от устья Печоры до границ с Ираном.

… ведущие операторы советского кино были направлены в киноэкспедиции в различные труднодоступные уголки Советского Союза с задачей снять максимально подробные киноматериалы, характеризовавшие полноценный годовой хозяйственный цикл в том или ином этническом сообществе.
— Иван Головнёв, «Финно-угорский мир» № 2 2019
Свои пожелания по съёмкам Вертов отправлял в экспедиции через письма операторам. В результате за зиму и лето коллективом операторов было снято 26 тыс. метров кинохроники, в окончательный монтаж вошло около 1 тыс. метров плёнки. Сочетая кинохронику с архивами, Вертов редактировал эпизоды, снятые в свыше десятка киноэкспедиций.

… в процессе монтажа документальные кадры претерпевают превращение: они отрываются от породивших их реальных событий, от конкретных мест и времени действия и подаются как обобщения, как образы и чаще всего — как образы-символы.
— Николай Лебедев, «Очерки истории кино СССР» 1965
В интервью еженедельной газете «Кино» в августе 1926 года, Вертов объяснил свои намерения по созданию кинофильма: «…это больше, чем просто фильм, больше, чем то, что обычно обозначают термином „фильм“. „Шестая часть света“ выходит за рамки кинохроники, комедии или успешного художественного фильма; это уже следующий этап концепции „кино“. Наш лозунг: Эту работу должны увидеть все граждане Союза Советских Социалистических Республик в возрасте от 10 до 100 лет. В десятую годовщину Октября не должно быть ни одного тунгуса, который не видел бы „Шестую часть света“».

## Съёмочная группа
- Автор-руководитель — Дзига Вертов
- Ассистент режиссёра — Елизавета Свилова
- Операторы:

- Иван Беляков
- Самуил Бендерский
- Пётр Зотов
- Михаил Кауфман (также помощник руководителя)[4]
- Николай Константинов
- Александр Лемберг
- Николай Струков
- Илья Толчан
- Николай Юдин (в титрах не указан)[4]

- Киноразведчики: Илья Копалин, Абрам Кагарлицкий, Кудинов
- Консультант — Н. Авилова

## Критика
Фильм был хорошо принят «Правдой». Высоко оценивая фильм, журнал «Советский Экран» писал: «Эти фильмы показывают нам, что отечественная кинематография нашла правильный путь». Однако видные критики подвергли его критике. Виктор Шкловский в своей статье «Киноглаза и титры» обвинил фильм в вымысле . По словам критика Ипполита Соколова, фильм представляет собой «монтажную деформацию фактов». Фильм практически не использовался официальной пропагандой, и Вертов был исключен из производства «Совкино» в 1927 году по обвинению в более чем трёхкратном превышении первоначального бюджета в 40 000 рублей (фактически фильм стоил вдвое больше этого бюджета).

## Комментарии
1. ↑  В Музее кино хранится письмо Дзиги Вертова от 10 декабря 1925 года с напутствиями Н. Юдину и С. Бендерскому в северную киноэкспедицию[3].